# 용암포 사건
용암포 사건(龍巖浦事件)은 1903년 압록강 주변에서 벌채사업을 추진하던 러시아 제국이 용암포 및 압록강 하구 일대를 불법으로 무단 점령하고, 대한제국정부로 하여금 벌채권 조차를 요구하자, 일본제국과 대영제국 등의 항의와 간섭으로 실패한 사건으로, 훗날 러일전쟁의 발단이 되었다.

## 개요
아관파천 이후 한국으로부터 수많은 이권을 챙겨간 러시아제국은 1896년 압록강 유역의 삼림벌채권을 손에 넣고, 1903년 5월에는 삼림벌채권과 그 종업원들을 보호한다는 구실로 약 100명의 군대를 보내 한국-만주 국경의 요지인 용암포를 점령했다. 이어 러시아 제국은 그 해 5월 자국민 40명을 거주하게 하고 포대를 설치한 다음, 대한제국 정부에 '러시아 삼림회사에 용암포를 조차해줄 것'을 강요하여 이를 실현시켰다. 이어 러시아의 팽창을 두려워한 일본제국,영국,미국은 러시아제국의 용암포 점령의 불법을 내세워 개항을 요구함으로써 대한제국 정부는 다시 조차를 취소하고 개항하게 되었다. 이로써 사건은 일단락되었으나, 이로 인해 러시아-일본 간의 대립이 날카롭게 되어 이듬해 1904년 2월에 일어난 러일전쟁의 한 원인이 되었다.

## 같이 보기
- 러일전쟁